# 托雷-帕切科
托雷-帕切科，是西班牙穆尔西亚自治区的一个市镇。总面积189平方公里，总人口24332人（2001年），人口密度129人/平方公里。